# Pelargonium schizopetalum
Pelargonium schizopetalum gehört zur Gattung Pelargonium innerhalb der Familie der Storchschnabelgewächse (Geraniaceae).

## Beschreibung

### Vegetative Merkmale
Die Art wächst als Geophyt mit länglichen und meist verzweigten Wurzelknollen und ist zur Blütezeit bis 50 Zentimeter hoch. Es werden sehr kurze Triebe ausgebildet. Die dunkelgrünen Blätter sind mit Drüsen besetzt und haben eine filzige Oberfläche. Sie sind eiförmig ausgebildet, mit einer herzförmigen Basis versehen und sehr tief, beinahe bis zur Mittelrippe eingeschnitten. Die Nebenblätter sind pfriemlich geformt.

### Generative Merkmale
Der unverzweigte Blütenstand ist deutlich mit Haaren besetzt und besteht aus 5 bis 20 Einzelblüten. An dem sehr langen Blütenbecher werden grüne Kelchblätter ausgebildet, die sich abrupt zurück biegen. Es werden fünf gefranste und blassgelbe oder gelbgrün gefärbte Kronblätter ausgebildet, die mit roten oder purpurfarbenen Streifen versehene sind. Die oberen zwei Kronblätter sind gelegentlich weniger intensiv gefärbt als die unteren. Es werden fünf ungleich lange fertile Staubblätter ausgebildet. Der Pollen ist leuchtend orange gefärbt.

## Vorkommen
Pelargonium schizopetalum kommt aus der südafrikanischen Provinz Ostkap.

## Taxonomie
Die Erstbeschreibung der Art erfolgte 1824 durch Robert Sweet.
Synonyme sind Geraniospermum schizopetalum (Sweet) Kuntze, Polyactium uitenhagense Ecklon & Zeyer, Pelargonium uitenhagense (Ecklon & Zeyer) Steudel und Pelargonium woodii R.Knuth.
Sie gehört zur Sektion Polyactium (Ecklon & Zeyer) DC.